# 阿斯科坦峰
21°41′S 68°07′W / 21.683°S 68.117°W

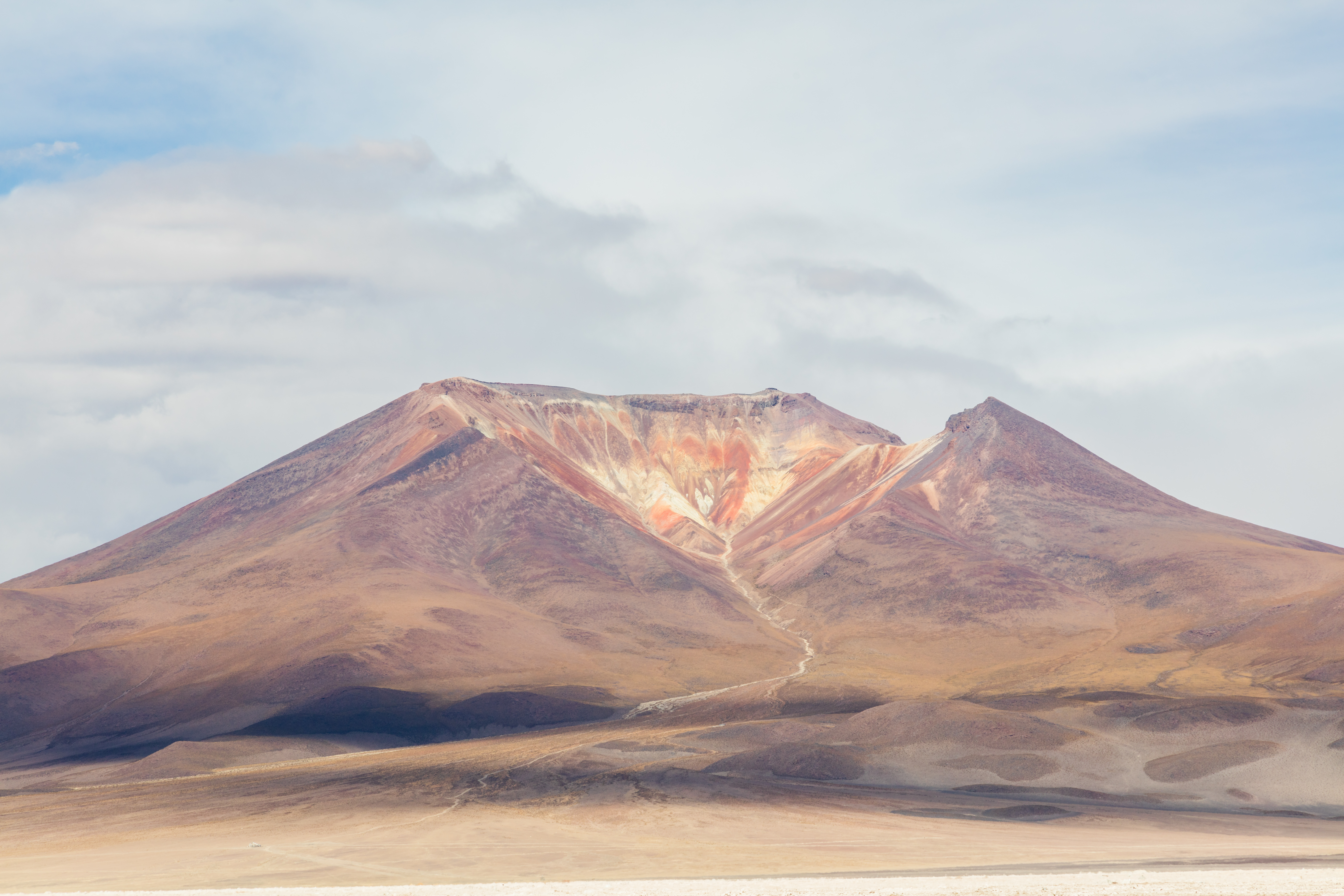

阿斯科坦峰是南美洲的山峰，位於智利和玻利維亞接壤的邊境，屬於安第斯山脈的一部分，處於聖地牙哥以北1,300公里，海拔高度5,473米，每年平均降雨量200毫米。